# Friedrich Humbert
Friedrich Jakob Humbert (* 8. Dezember 1887 in Zeiskam; † 23. April 1941 in Neuenkirchen (Schwanewede)) war ein deutscher Bürgermeister und Politiker (SPD).

## Biografie
Humbert war der Sohn von Jakob Humbert (1860–1918). Er war verheiratet mit Bertha Oltmann. Ursprünglich wollte er Bautechniker werden, begab sich aber nach zweijährigem Studium auf Wanderschaft. 1905 arbeitete er zunächst bei der Bremer Woll-Kämmerei in Blumenthal (Bremen) und danach bei der AG Weser in Bremen – Gröpelingen und dann bis 1918 beim Bremer Vulkan in Vegesack. 1918 fand er den Weg in die Politik und war bis 1923 als Arbeitssekretär tätig. 1923 wurde er zum Gemeindevorsteher – also Bürgermeister – von Grohn ernannt. Grohn war zu diesem Zeitpunkt noch eine selbstständige Gemeinde in der preußischen Provinz Hannover. Zugleich nahm Humbert im Kreistag und im Kreisausschuss vom Landkreis Osterholz eine führende Rolle wahr. Für Grohn erreichte er in seiner Zeit die Kanalisation und die vollständige Versorgung mit Gas, Wasser und Strom sowie einen eigenen Rathausbau. 1933 entließen und verfolgten ihn die Nationalsozialisten. Er musste in das benachbarte Neuenkirchen umziehen, wo er eine kleine Hofstelle betrieb. Durch einen Fahrradunfall verlor er 1941 sein Leben.
Ehrungen
- Die Friedrich-Humbert-Straße in Bremen – Vegesack, Ortsteil Grohn, wurde nach ihm benannt.